# Ganzebosvijver
De Ganzebosvijver is de naam van een plas gelegen aan de Oude Matenweg ten westen van Boekelo in de Nederlandse gemeente Enschede (provincie Overijssel). Het water wordt omsloten door een strook boomrijke grond met belendende landbouwgronden. In het midden van de plas ligt een klein eiland begroeid met vegetatie.
Het meertje bevat een natuurlijke waterbron. De ecologische waterkwaliteit is goed, waardoor er een rijkdom aan planten- en diersoorten (biodiversiteit) voorkomt.
De plek is geliefd bij de lokale bevolking en wordt door menig natuurliefhebber gebruikt voor vissen, zwemmen en wandelen. Bij strenge vorst wordt er op de plas geschaatst.

## Cultureel erfgoed
De Ganzebosvijver ligt op steenworpafstand van het Twentse landgoed Hof te Boekelo en het perceel maakte naar alle waarschijnlijkheid in de 16e eeuw deel uit van zijn grondgebied.
In 1570 werd door Herman Ripperda een havezathe gebouwd, gelegen in Boekelo dat toentertijd deel uitmaakte van de buurschap Usselo in het richterambt Enschede. De havezathe was een versterkt landhuis - omringd door een gracht - met talrijke landerijen en bewoond door de adellijke familie. De omliggende akkers werden verpacht aan boeren uit de buurt, die het land in ruil voor een deel van de oogst mochten bewerken.
Vanuit het landgoed oefende Herman Ripperda in de Tachtigjarige Oorlog een ware terreur uit op de Spaanse soldaten in en rond Oldenzaal, Ootmarsum en Delden. Het conflict tussen de Nederlanden en het Spaanse Rijk duurde van 1568 tot 1648.

## Historische ligging
Achter de Ganzebosvijver loopt de Ganzebosweg die Boekelo met Beckum verbindt. Het gebied was vroeger een groot moeras met veel bos, waardoor uiterst geschikt voor een hinderlaag ten tijde van oorlog. Het is luitenant-admiraal Joachim Hendriks (ook Heijndricxs), bijgenaamd Swartenhondt (de zwarte hond), die hier op 16 december 1591 de Spaanse bezetter in de val lokt.
Tijdens de Tachtigjarige Oorlog teistert Kapitein Alonso Mendo met zijn Spaanse leger Oost Nederland. In Twente worden de boerderijen voor voedsel geplunderd en mensen financieel afgeperst. In 1591 hoort Swartenhondt over deze wandaden en verkent een paar weken de omgeving. Met hulp van het staatse leger van Prins Maurits legt hij een hinderlaag om de vijand de moerassen in te drijven. 160 Spaanse soldaten vinden hier de dood door musketvuur en verdrinking.

Natuurschoon Ganzebosvijver
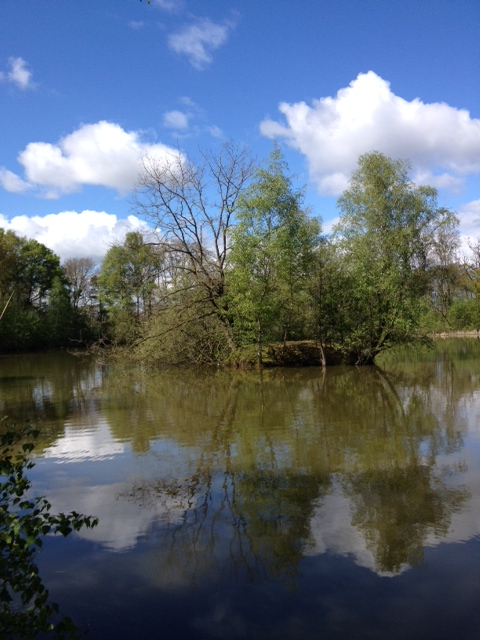
Eiland
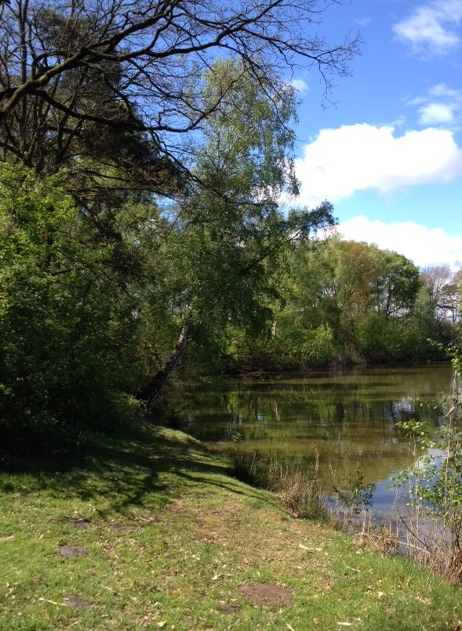
Vijveroever
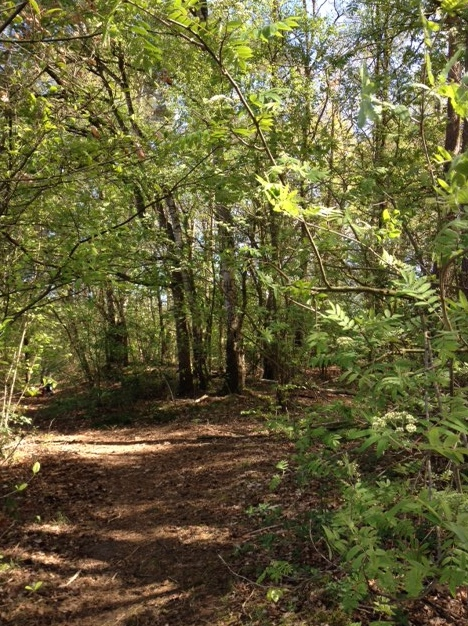
Bosperceel
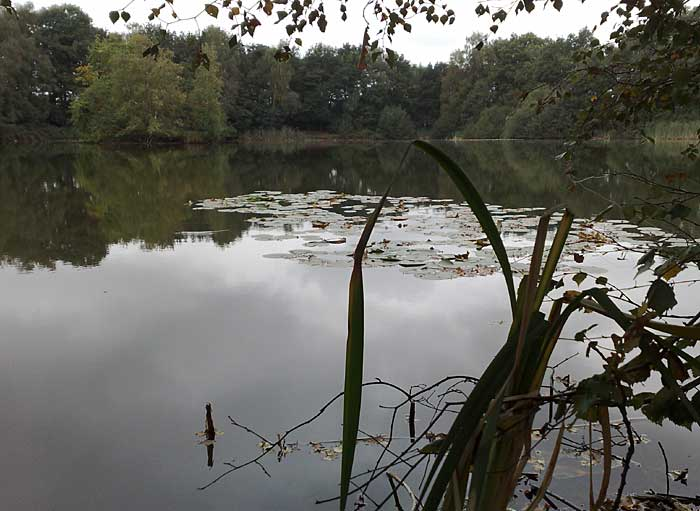
Waterlelies
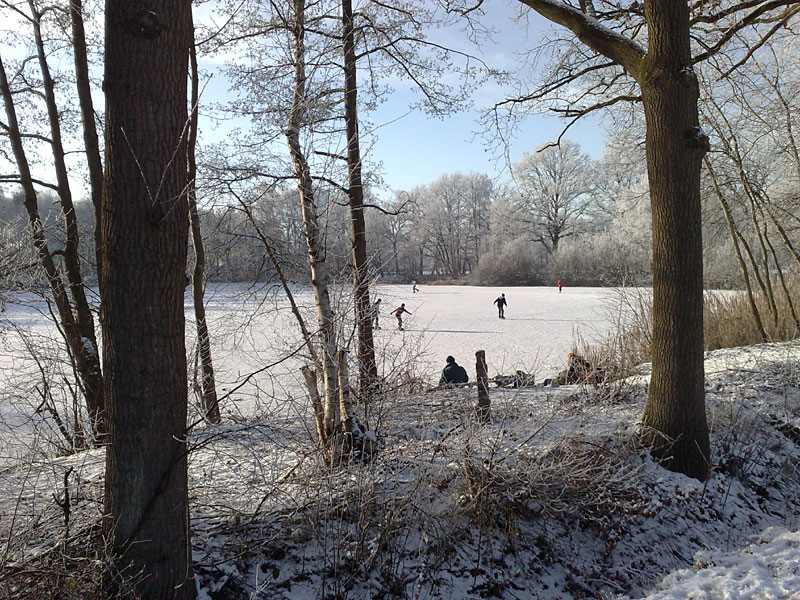
Winter